# Jagdgeschwader 54

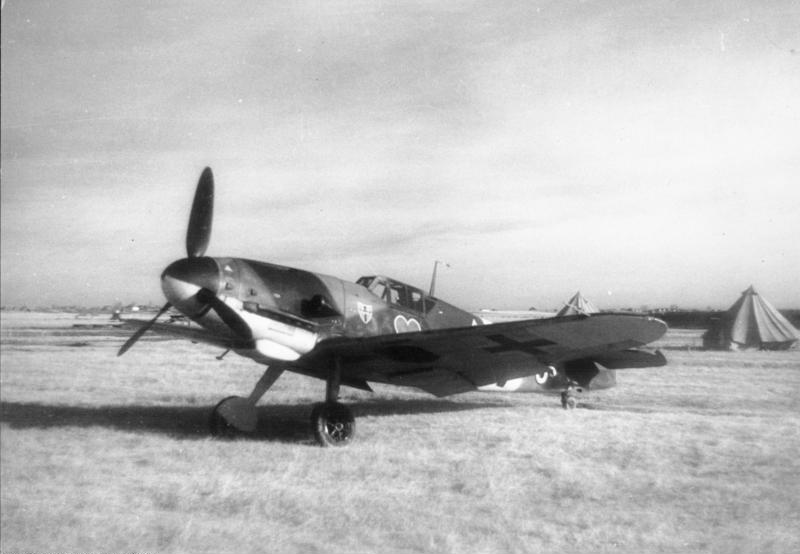
Messerschmitt Bf 109-G2 III. Gruppe Jagdgeschwader 54 (srpen 1942)

Jagdgeschwader 54 „Grünherz“ (zkr.: JG 54) byla stíhací eskadra německé Luftwaffe za druhé světové války. Tato eskadra se se svými více než 9600 vítěznými sestřely stala po JG 52 druhou nejúspěšnější stíhací eskadrou všech dob. Nasazena byla v bojích nad Lamanšským průlivem, jihem Velké Británie, v bitvě o Francii a dále pak na východní frontě. Jejími členy byla například stíhací esa Walter Nowotny, Otto Kittel nebo Hannes Trautloft.
Po prvotních úspěších nad Lamanšským průlivem v létě 1940 byla eskadra v rámci příprav na plánovanou operaci Barbarossa přesunuta k hranicím Sovětského svazu. Eskadra byla v prvotních fázích války vyzbrojena stíhačkami Messerschmitt Bf 109F, později to byly stroje Focke-Wulf Fw 190.
JG 54 byla známa také pro nestandardní kamuflážní nátěry na svých letadlech. Během bojů o Leningrad mezi lety 1941–1942 například používala černozelený/tmavozelený nástřik draku letadla se žlutými pruhy na spodní straně křídel. Eskadra existovala mezi lety 1939–1945.

## Velitelé eskadry
- Major Martin Mettig; 2. únor 1940 – 25. srpen 1940
- Oberst Hannes Trautloft; 25. srpen 1940 – 5. červen 1943
- Major Hubertus von Bonin; 6. červen 1943 –to 15. prosinec 1943
- Oberstleutnant Anton Mader; 28. leden 1944 – září 1944
- Oberst Dietrich Hrabak; 1. říjen 1944 – 8. květen 1945